# Alain Delon
Alain Delon, francoski filmski in gledališki igralec, * 8. november 1935, Sceaux, Francija, † 18. avgust 2024, Douchy-Montcorbon.
Delon je bil eden izmed najvidnejših evropskih igralcev in filmskih seks simbolov v 60., 70. in 80. letih dvajsetega stoletja. Najbolj je znan po svojih vlogah v filmih, kot so Rocco and His Brothers (1960), Il gattopardo (1963), Le samouraï (1967), Borsalino (1970), Soleil Rouge (1971), Zorro (1975), Monsieur Klein (1976), Trois hommes à abattre (1980) in Pour la peau d'un flic (1981).
Leta je 1985 je prejel Césarja za najboljšo moško vlogo v filmu Notre histoire. Leta 1991 je prejel francosko legijo časti. Na 45. mednarodnem filmskem festivalu v Berlinu je prejel častnega zlatega medveda, na filmskem festivalu v Cannesu pa je leta 2019 prejel častno zlato palmo (Palm d'Or).
Tekom svoje kariere je Delon sodeloval s številnimi režiserji, med drugim z Luchinom Viscontijem, Jean-Lucom Godardom, Jean-Pierrom Melvillom, Michelangelom Antonionijem in Louisom Mallejem. Kot pevec je Delon z Dalido posnel priljubljeni duet Paroles, paroles (1973). Leta 1999 je dobil švicarsko državljanstvo.

## Najpomembnejši filmi
- 1960 (Rocco and His Brothers)
- 1960 (Plein Soleil)
- 1963 (Il gattopardo)
- 1967 (Les aventuriers)
- 1967 (Le samouraï)
- 1968 (Histoires extraordinaires)
- 1968 (Adieu l'ami)
- 1969 (La piscine)
- 1970 (Borsalino)
- 1970 (Le cercle rouge)
- 1971 (Soleil rouge)
- 1972 (La prima notte di quiete)
- 1972 (Un flic)
- 1973 (Scorpio)
- 1973 (Deux hommes dans la ville)
- 1975 (Zorro)
- 1976 (Monsieur Klein)
- 1980 (Trois hommes à abattre)
- 1981 (Pour la peau d'un flic)
- 1984 (Un amour de Swann)
- 1984 (Notre histoire)
- 1988 (Ne réveillez pas un flic qui dort)
- 1992 (Le retour de Casanova )